# Brooksville (Florida)
Brooksville város az USA Florida államában. Lakosainak száma 8890 fő (2020. április 1.).

## Népesség
A település népességének változása:
| Lakosok száma | 20 264 | 7719 | 8890 |
|               | 2000   | 2010 | 2020 |